# A0620-00

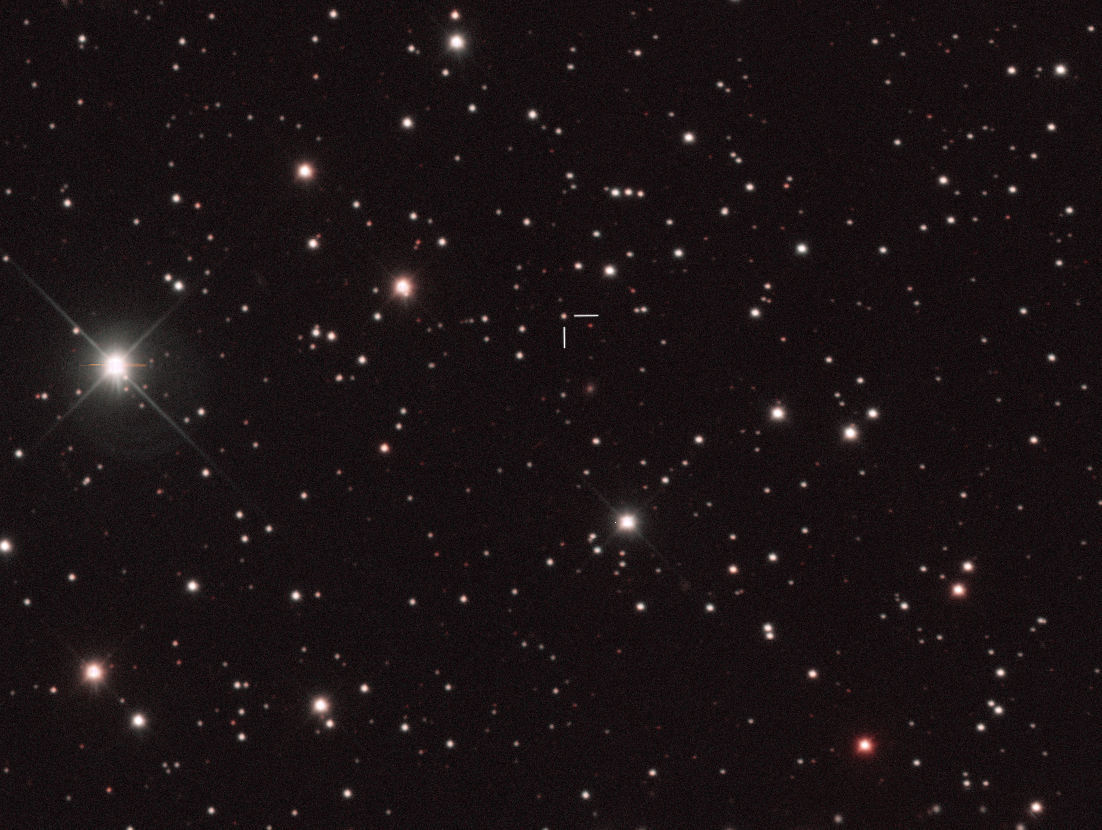
A0620-00 es una estrella binaria de rayos X de baja masa y candidata a agujero negro en la constelación de Monoceros.

A0620-00 (V616 Monocerotis, V616 Mon) es una estrella binaria de rayos X de baja masa y candidata a agujero negro en la constelación de Monoceros.

## Evidencia de la observación
Uno de los componentes del sistema binario es conocido por ser un objeto estelar compacto y oscuro, que tiene una masa entre 6,3 y 6,9 veces la masa del Sol. El otro componente es una estrella de tipo K (enana naranja), de aproximadamente 0,5 masas solares.

## Ubicación
Este sistema binario está ubicado a una distancia aproximada de 3000 años luz, siendo posiblemente el sistema con agujero negro conocido más cercano al sistema solar.